# JTBC
JTBC（韓語：제이티비씨），是韓國一家衛星與有線電視台，自2011年12月1日起開播，為綜合編成頻道四台之一。綜編4社中，JTBC投入資金最多，為4,220億韓元，這是韓國傳媒產業歷史上最大規模。前身為1980年遭全斗煥政府以「言論統廢合」政策強行停播廣播電視公司之一的東洋廣播公司（TBC），因2008年李明博政府通過韓國廣播相關法令增修，開放各大報業集團經營電視業務，在韓國《中央日報》報社支持下，TBC得以「復播」，社名加上中央日報（JoongAng Ilbo）的J字成為JTBC（JoongAng Tongyang Broadcasting Company）。
2016年，韓國總統朴槿惠的閨蜜崔順實干政醜聞，即由JTBC新聞部主管兼當家主播孫石熙在其主持的《JTBC新聞室》所揭發與報導；JTBC新聞被認為是韓國最具公信力新聞節目之一，收視率曾超越無線電視台MBC及SBS。

## 台標
以頻道名「JTBC」為基礎設計而成的，「J」代表《中央日報》，「TBC」是韓國國內最早的民營電台「東洋廣播公司」的英文縮寫。以七彩彩虹為主色調，字母與背景配以漸變的彩色色調，象徵JTBC不拘泥於單一視角的創新性與多樣性。

## 口號
「為您的世界增添色彩」（Coloring Your World），JTBC提出面向未來多媒體的發展方向。

## 電視節目

### 新闻
- JTBC Newsroom

### 戲劇節目

#### 播映中時段
- JTBC週末連續劇
- JTBC金曜連續劇

#### 已廢除時段
- JTBC日日連續劇
- JTBC周末特別企劃連續劇
- JTBC水木連續劇
- JTBC月火連續劇

### 最高收視率排行
- 以下記載《戲劇作品》排名前20位的綜合編成頻道最高全國平均收視率 (非首都區、非瞬間最高收視)、相關最高收視的集數和日期。

| 排行 | 作品           | 收視最高的集數 | AGB 全國平均 | 收視排名 | 日期       | 檔期   |
| ---- | -------------- | -------------- | ------------ | -------- | ---------- | ------ |
| 1    | 夫婦的世界     | 16             | 28.371%      | 1        | 2020/05/16 | 金土   |
| 2    | 財閥家的小兒子 | 16             | 26.948%      | 2        | 2022/12/25 | 金土日 |
| 3    | Sky Castle     | 20             | 23.779%      | 3        | 2019/02/01 | 金土   |
| 4    | 車貞淑醫生     | 16             | 18.546%      | 4        | 2023/06/04 | 週末   |
| 5    | 梨泰院CLASS    | 16             | 16.548%      | 5        | 2020/03/21 | 金土   |
| 6    | 代理公司       | 16             | 16.044%      | 6        | 2023/02/26 | 週末   |
| 7    | 歡迎來到王之國 | 16             | 13.789%      | 7        | 2023/08/06 | 週末   |
| 8    | 玉氏夫人傳     | 16             | 13.575%      | 8        | 2025/01/26 | 週末   |
| 9    | 歡迎回到三達里 | 16             | 12.399%      | 9        | 2024/01/21 | 週末   |
| 10   | 有品位的她     | 20             | 12.065%      | 10       | 2017/08/19 | 金土   |
| 11   | 壞媽媽         | 14             | 12.032%      | －       | 2023/06/08 | 水木   |
| 12   | 她的日與夜     | 16             | 11.744%      | －       | 2024/08/04 | 週末   |
| 13   | 大力女子姜南順 | 16             | 10.420%      | －       | 2023/11/26 | 週末   |
| 14   | 耀眼           | 12             | 9.731%       | －       | 2019/03/19 | 月火   |
| 15   | 大力女子都奉順 | 10             | 9.668%       | －       | 2017/03/25 | 金土   |
| 16   | 摸心第六感     | 14             | 9.618%       | －       | 2023/09/24 | 週末   |
| 17   | 離婚律師申晟瀚 | 12             | 9.488%       | －       | 2023/04/09 | 週末   |
| 18   | 無子無懮       | 35             | 9.230%       | －       | 2013/02/24 | 週末   |
| 19   | 貞淑的推銷     | 12             | 8.580%       | －       | 2024/11/17 | 週末   |
| 20   | Misty          | 16             | 8.452%       | －       | 2018/03/24 | 金土   |

- 資料來源： [AGB綜編頻道最高收視數據表] (Daum).   [2020-03-28]. （原始内容存档于2022-05-07） （韩语）.
- 「收視率」數據摘自AGB綜編頻道全國平均收視率，包括節目播放間中廣告，播放前後廣告除外，詳見上述資料來源連結。

### 綜藝節目

#### 進行中的節目
- 2012年《隱藏歌手》（히든싱어）
- 2013年《舌戰》（썰전）

- 2015年《認識的哥哥》 (아는 형님)
- 2017年《有差異的階級（朝鲜语：차이나는_클라스）》（차이나는 클라스）
- 2022年《In the Soop: 友情旅行》(인더숲: 우정여행)
- 2022年《Music Universe K-909》(뮤직 유니버스 K-909） （2022年9月24日－）

#### 完結的節目
- 2011年《少女時代和危險少年》 （소녀시대와 위험한 소년들）（2011年12月18日－2012年3月11日）
- 2011年《李秀根和金炳萬的上流社會》（이수근 김병만의 상류사회）（2011年12月10日－2013年6月15日）
- 2012年《神話放送》（신화방송）（2012年3月17日－2014年1月19日）
- 2013年《魔女狩猎》（마녀사냥）（2013年8月2日－2015年12月28日）
- 2014年《Crime Scene 犯罪現場》（크라임씬）（2014年5月10日－2014年7月12日、2015年4月1日–2015年6月24日、2017年4月21日－2017年7月14日）
- 2014年《非首腦會談》（비정상회담）（2014年7月7日－2017年12月4日）
- 2014年《我去上學啦》（학교 다녀오겠습니다）（2014年7月12日－2015年11月3日）
- 2014年《拜託了冰箱》（냉장고를 부탁해）(2014年11月17日－2019年11月25日)
- 2015年《我獨自戀愛中》 (나홀로 연애중)（2015年1月31日－2015年4月18日）
- 2015年《我朋友的家在哪裏》 (내 친구의 집은 어디인가)（2015年2月7日－2016年4月29日）
- 2015年《Two Yoo Project - Sugar Man》(투유 프로젝트 - 슈가맨)（2015年8月19日－2020年3月6日）
- 2015年《最高的愛（朝鲜语：최고의_사랑_(텔레비전_프로그램)）》 (최고의 사랑)：《和你一起》第2季（2015年5月7日－2017年9月26日）
- 2015年《瑪麗和我》 (마리와 나)（2015年12月16日－2016年4月6日）
- 2016年《CODE - 秘密的房間》 (코드 - 비밀의 방)（2016年1月1日－2016年3月25日）
- 2016年《半月朋友》 (반달친구)（2016年4月24日－2017年7月16日）
- 2016年《我要開動了》 (잘 먹겠습니다)（2016年7月24日－2017年2月2日）
- 2016年《说话之路》 (말하는대로)（2016年9月21日－2017年3月8日）
- 2016年《請給一頓飯Show》 (한끼줍쇼)（2016年10月19日－2020年2月26日）
- 2016年《團結才能火》 (뭉쳐야 뜬다) (2016年11月19日－2018年10月7日)
- 2017年《我的家誕生了》（내 집이 나타났다）（2017年2月3日－2017年3月24日）
- 2017年《Begin Again》（비긴어게인）(2017年6月25日－2017年9月10日)
- 2017年《孝利家民宿》（효리네 민박）(2017年6月25日－2017年9月24日)
- 2017年《夜行鬼怪》（밤도깨비）（2017年7月30日－2018年3月18日）
- 2017年《理論上完美的男人》（이론상 완벽한 남자）（2017年11月10日－2018年1月12日）
- 2018年《善良地活吧》（착하게 살자）（2018年1月19日－2018年3月16日）
- 2018年《孝利家民宿 (第二季)》（효리네 민박2）(2018年2月4日－2018年5月20日)
- 2018年《WHYNOT － The Dancer》（WHYNOT: 더 댄서）(JTBC4頻道播放) （2018年5月5日－2018年6月23日）
- 2018年《Idol Room》(아이돌룸）（2018年5月12日－2020年2月11日）
- 2018年《一起走吧》（같이 걸을까）（2018年10月11日－2018年12月13日）
- 2019年《Traveler》（트래블러）（2019年2月21日－2020年4月25日、2020年2月15日－2020年4月18日）
- 2019年《Stage K》(스테이지 K)(2019年4月7日－2019年6月23日)
- 2019年《完美搭檔》(찰떡콤비)(2019年6月16日－2019年9月8日)
- 2019年《Camping Club》（캠핑클럽）（2019年7月14日－2019年9月29日）
- 2020年《不能成為1號》(1호가 될 순 없어)（2020年5月20日－2021年8月29日）
- 2020年《Sing Again - 無名歌手戰》(싱어게인: 무명가수전)（2020年11月16日－2021年2月15日）
- 2021年《配送gayo-神秘唱片店》（배달가요 - 신비한 레코드샵）（2021年1月22日－2021年3月26日）
- 2021年《盼望的大海》（바라던 바다）（2021年6月29日－2021年9月14日）
- 2021年《Sing Again 2 - 無名歌手戰》(싱어게인 2 - 무명가수전)（2021年12月6日－2022年2月28日）
- 2022年《SHOWDOWN》(쇼다운)（2022年3月18日－2022年5月27日）

#### 試播節目
- 2018年《人工智能-最完美的A.I.》（인간지능-가장 완벽한 A.I.）（2018年11月18日－2018年11月23日）

### 音樂節目
- 2011年《Music On Top》
- 2011年《Made In U》
- 2012年《隱藏歌手》隱藏歌手 ( Hidden Singer)  第一季（2012年12月21日－2013年6月22日)
- 2016年《Girl Spirit》
- 2016年《Phantom Singer》 (팬텀싱어) 第一季（2016年11月11日－2017年1月27日）
- 2016年《Sing For You》 (싱포유)：《Sing For You》
- 2017年《Phantom Singer》 (팬텀싱어) 第二季（2017年8月11日－2017年11月3日）
- 2019年《Super Band》(슈퍼밴드)（2019年4月12日－2019年7月12日)
- 2020年《Phantom Singer》 (팬텀싱어) 第三季（2020年4月10日－2020年7月3日）
- 2021年《Super Band 2》(슈퍼밴드2)（2021年6月28日－)

## 姐妹頻道
- JTBC2（原QTV）：綜合娛樂頻道
- JTBC4：女性生活頻道，以20-34歲的女性觀眾為對象。
- JTBC高爾夫&體育（朝鲜语：JTBC3 골프&스포츠）：原為JTBC3，體育頻道
- JTBC 高爾夫
- JTBC Zee TV

### 其他友好電視台
- 美国：福斯廣播公司（FOX）、CNN、HBO
- 英国： 英國廣播公司（BBC）
- 日本：朝日電視台
- 中国：上海广播电视台、湖南广播电视台、浙江廣播電視集團
- 臺灣、 香港：福斯傳媒集團 （臺灣）（FOX Taiwan）[3]
- 香港：Now TV、ViuTV
- 新加坡: 星和視界（StarHub TV）

## 外部連結
- JTBC官方網站（页面存档备份，存于）
- JTBC3 Fox Sports （页面存档备份，存于）
- JTBC的Instagram帳戶